# Samia Yusuf Omar
Samia Yusuf Omar (somali: Saamiiyaa Yuusuf Omar) (Mogadiscio, 25 de març de 1991 - abril de 2012) fou una atleta olímpica somali. Samia va competir en els 200 metres en els Jocs Olímpics de Beijing 2008, malgrat no haver disposat de cap entrenament formal. El seu esforç en la competició va ser digne d'admiració, tot i que va arribar en l'últim lloc. S'havia criat i entrenat a la capital somali, Mogadiscio, enmig de la guerra, la pobresa, la manca completa d'instal·lacions d'atletisme i els prejudicis d'alguns sectors en contra de les dones que participen en els esports. A l'abril de 2012, Samia Yusuf Omar intentava travessar des de Líbia fins a Itàlia, quan la pastera en què viatjava es va enfonsar.